# Élections législatives de 1924 en Guadeloupe
Les élections législatives de 1924 en Guadeloupe ont eu lieu le 11 mai dans le département de la Guadeloupe dans le cadre des élections législatives françaises de 1924, sous la IIIe République.

## Mode de scrutin
La Chambre des députés est composée de 552 sièges.
Le mode de scrutin est le même qu'en 1919, avec la loi du 12 juillet 1919, qui instaure un nouveau système électoral, mixte, alliant scrutin proportionnel plurinominal et scrutin majoritaire plurinominal à un tour dans le cadre du département.
L'électeur vote pour des candidats individuels et non pour une liste.
Il peut voter pour autant de candidats qu'il y a de sièges à pourvoir.
Il y a ensuite trois moyens d'être élu :
- les candidats ayant rassemblé une majorité absolue de suffrages exprimés sur leur nom sont élus ;
- les sièges non pourvus sont ensuite répartis à la représentation proportionnelle, au quotient, entre les différentes listes (le score d'une liste étant égal à l'addition des voix recueillies individuellement par les candidats qui y figurent) ;
- les sièges restants sont tous attribués à la liste ayant recueilli le plus de voix ; une fois que le nombre d'élus par liste est connu, les élus au sein de ces listes sont ceux ayant obtenu le plus de voix individuellement.

Le but de ce changement de mode de scrutin est de mettre fin aux fiefs d'hommes politiques et de permettre la formation de majorités politiques plus larges et plus stables, capables de soutenir un gouvernement plus longtemps.
Dans le département de la Guadeloupe, deux députés sont à élire.

## Élus
| Circonscription        | Député sortant        | Parti ou Nuance | Parti ou Nuance | Groupe                 | Député sortant       | Parti ou Nuance | Parti ou Nuance | Groupe                 |
| ---------------------- | --------------------- | --------------- | --------------- | ---------------------- | -------------------- | --------------- | --------------- | ---------------------- |
| Circonscription unique | Gratien Candace       |                 | PRS             | Républicain socialiste | Gratien Candace      |                 | PRS             | Républicain socialiste |
| Circonscription unique | Achille René-Boisneuf |                 | Rad-soc         | Radical socialiste     | Armand Jean-François |                 | Rad-soc         | Radical socialiste     |

## Résultats
Trois listes ont été constituées :
1. Union républicaine socialiste et radicale : Gratien Candace et Armand Jean-François ;
2. Union républicaine démocratique et sociale : Achille René-Boisneuf et Pierre Labrousse ;
3. Parti socialiste et ouvrier : Hégésippe Légitimus et Hildevert-Adolphe Lara.

| Parti          | Parti          | Candidat                | Premier tour | Premier tour |
| Parti          | Parti          | Candidat                | Voix         | %            |
| -------------- | -------------- | ----------------------- | ------------ | ------------ |
|                | Rép soc        | Gratien Candace *       | 20 629       | 61,14        |
|                | Rad-soc        | Armand Jean-François    | 20 113       | 59,61        |
|                |                |                         |              |              |
|                | Rad-soc        | Achille René-Boisneuf * | 12 379       | 36,69        |
|                | Rad-soc        | Pierre Labrousse        | ~10 000      | ~29,64       |
|                |                |                         |              |              |
|                | Soc ind        | Hégésippe Légitimus     | ~1 800       | ~5,33        |
|                | PRS            | Hildevert-Adolphe Lara  | ~1 700       | ~5,04        |
|                |                |                         |              |              |
| Inscrits       | Inscrits       | Inscrits                | 51 949       | 100,00       |
| Votants        | Votants        | Votants                 | 34 017       | 65,48        |
| Abstentions    | Abstentions    | Abstentions             | 34 017       | 34,52        |
| Blancs et nuls | Blancs et nuls | Blancs et nuls          | 277          | 0,81         |
| Exprimés       | Exprimés       | Exprimés                | 33 740       | 99,19        |

- Les résultats communiqués par le journal officiel de la Guadeloupe ne sont pas complets et il est précisé qu'il manque les résultats de quatre communes.
- La biographie des députés sur le site de l'Assemblée nationale contient des chiffres définitifs pour les élus et les sortants battus, mais pas pour les autres candidats.
- Les chiffres proposés permettent d'évaluer les résultats réels.